# Fundación Lorin
La Fundación Lorin es un museo de Tánger, Marruecos, localizado en la calle Siaghin, cerca de la Plaza 9 de abril de 1947 y de los jardines Mendoubia e instalado en la Sinagoga Lorín, una de las más antiguas sinagogas de la ciudad y de la que recibe su nombre. 

## Colecciones
Expone objetos de la vida social, cultural, deportiva y política de Tánger desde 1930s, como diarios, fotografías, carteles y los planes, así como pinturas contemporáneas y organiza exposiciones temporales regularmente.